# La gang di Gridiron
La gang di Gridiron (Gridiron Gang) è un film del 2006 diretto da Phil Joanou. Il film trae ispirazione ai fatti realmente accaduti nel riformatorio di Camp Kilpatrick in cui fu formata la squadra di football dei Kilpatrick Mustangs.
Con la parola "Gridiron" si intende la "griglia", cioè le righe che compongono il campo di football.

## Trama
Sean Porter è un assistente sociale in un riformatorio di Los Angeles, che negli ultimi tempi trabocca di membri delle gang che hanno commesso dei crimini efferati, dalla rapina a mano armata all'omicidio. Frustrato nel vedere che i ragazzi appena usciti dal riformatorio ricominciavano la loro dura vita contro la legge, un giorno Sean decide di dare un senso alla loro (e alla propria) vita: lui propone al direttore dell'istituto di creare una squadra di football. Inizialmente l'idea non venne accettata, ma Sean riesce a convincere il direttore, dicendo che i ragazzi dovevano avere una seconda occasione. 
Dopo innumerevoli sforzi per creare la squadra, incominciano i problemi disciplinari: Sean, avendo un carattere forte, riesce a gestire i ragazzi e a farli gareggiare. L'esordio non è eccellente, ma si comincia a lavorare come una vera squadra arrivando fino ai play-off, dove però l'entrata nei play-off viene messa in dubbio per un tentato omicidio di un membro della squadra. Grazie all'aiuto di volontari della polizia, Sean riesce a far giocare la semifinale dei play-off contro la squadra che li aveva battuti la prima partita. Dopo un match storico, la squadra vince, ma è battuta in finale, ma la cosa più importante, come ripete Sean alla fine, è che i ragazzi ora sono dei vincenti. 
Nel finale Sean racconta la vita di tutti i giocatori del team: la maggior parte va a scuola, tre lavorano a tempo pieno, due giocano a football in un college e solo cinque rientrano nelle rispettive bande, due torneranno in prigione e uno verrà ucciso in una sparatoria.

## Colonna sonora
Tutte le musiche sono state scritte da Trevor Rabin.

## Incassi
Il film ha incassato 14 414 640 dollari nella prima settimana di apertura. Fino al 12 giugno 2007 ne ha incassati in tutto il mondo 41 480 851.